# Silnice II/422

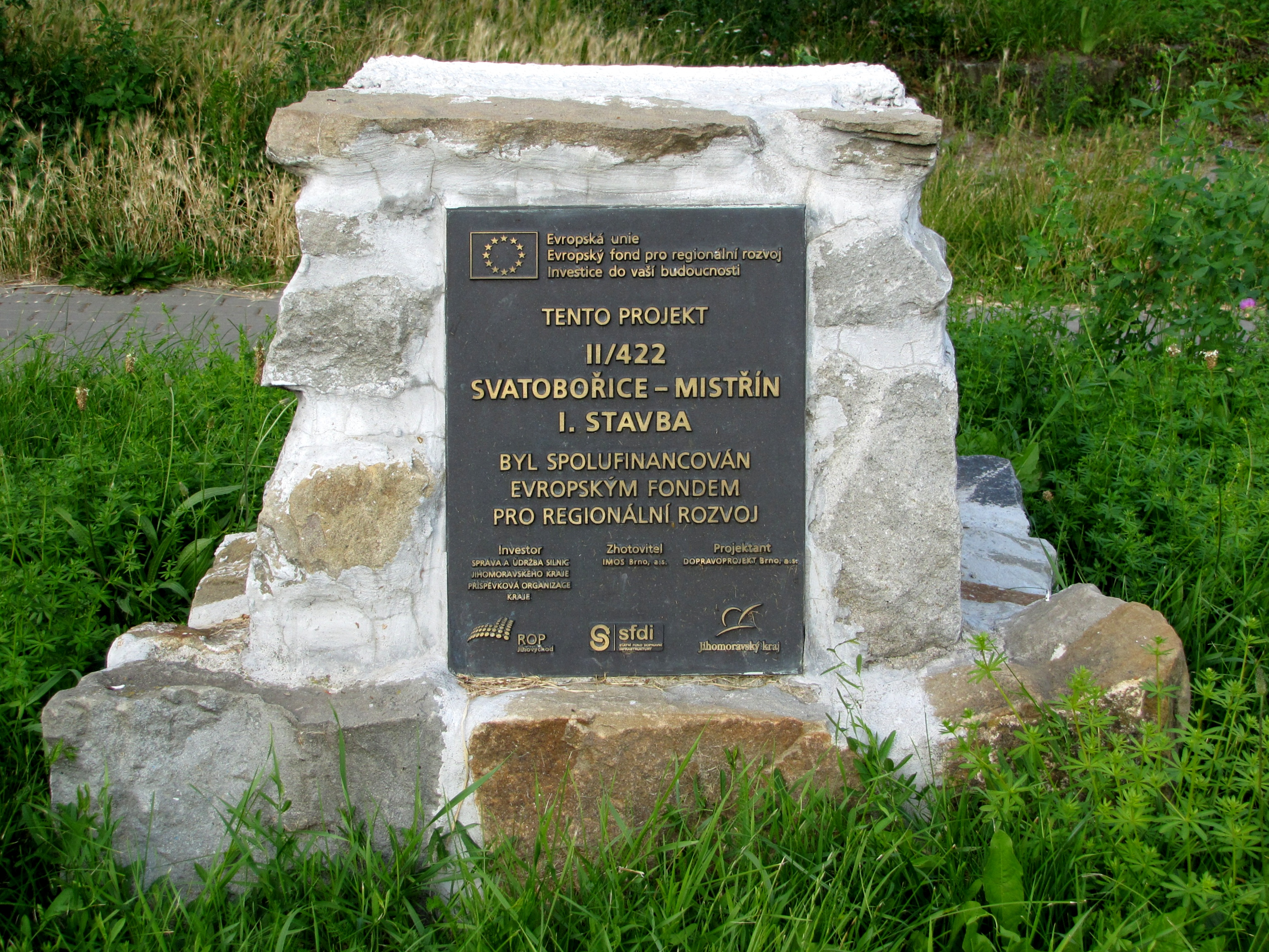
Informační deska o opravě silnice ve Svatobořicích

Silnice II/422 je silnice II. třídy propojující okresy Břeclav, Hodonín a Uherské Hradiště v Jihomoravském a Zlínském kraji. Vede zhruba paralelně se silnicí I/55 a je dlouhá téměř 70 km.
Na úvodním úseku tvoří silniční osu Lednicko-valtického areálu. Dále vede skrz vinařské podoblasti Velkopavlovickou (okrajově) a Slováckou.

## Trasa silnice

### Jihomoravský kraj

#### Okres Břeclav
- Valtice
  - napojení na I/40
  - návaznost na III/41412 směr Schrattenberg
- 2x odbočka Hlohovec (III/42230)
- Lednice (křížení s III/41417 a III/42117)
- Podivín (odbočení III/42226)
- MÚK s II/425
- MÚK s dálnicí D2 (exit 41 Podivín)
- Velké Bílovice (III/42113, II/423)

#### Okres Hodonín
- Čejkovice (III/42222, III/4259)
- Čejč (začátek peáže s II/380)
- Hovorany (konec peáže II/380)
- Šardice (III/42219)
- Svatobořice-Mistřín (II/431, III/42217)
- Kyjov
  - křížení a peáž s I/54 a II/432
  - odbočka Nětčice (III/43234)
  - odbočka Kostelec (III/42213)
- odbočka Kelčany (III/42211)
- odbočka Hýsly (III/42210)
- Žádovice (III/4228)
- Ježov (III/4227, III/4225)

### Zlínský kraj

#### Okres Uherské Hradiště
- Osvětimany (III/43230)
- Medlovice (II/426)
- Stříbrnice
- Boršice (III/4275)

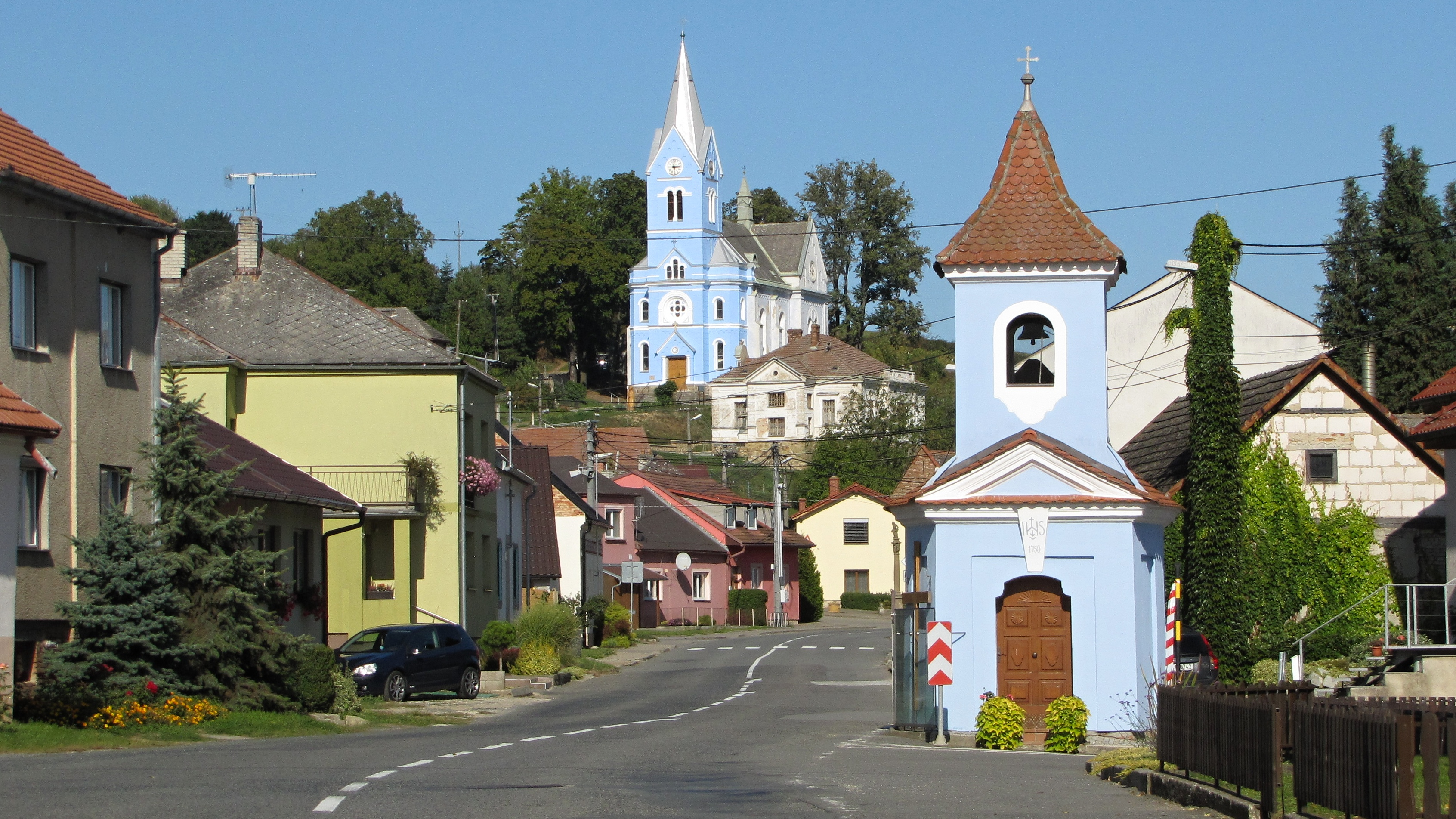
Silnice II/422 procházející Stříbrnicemi

- MÚK s I/50 (Buchlovice/Zlechov, III/05018)

## Zajímavosti na trase
- Lednicko-Valtický areál
  - Valtice
  - Bezručova alej
  - Lednické rybníky
  - Lednice
  - Lednický park a Zámecký rybník
  - NPR Pastvisko u Lednice
  - Obora Obelisk

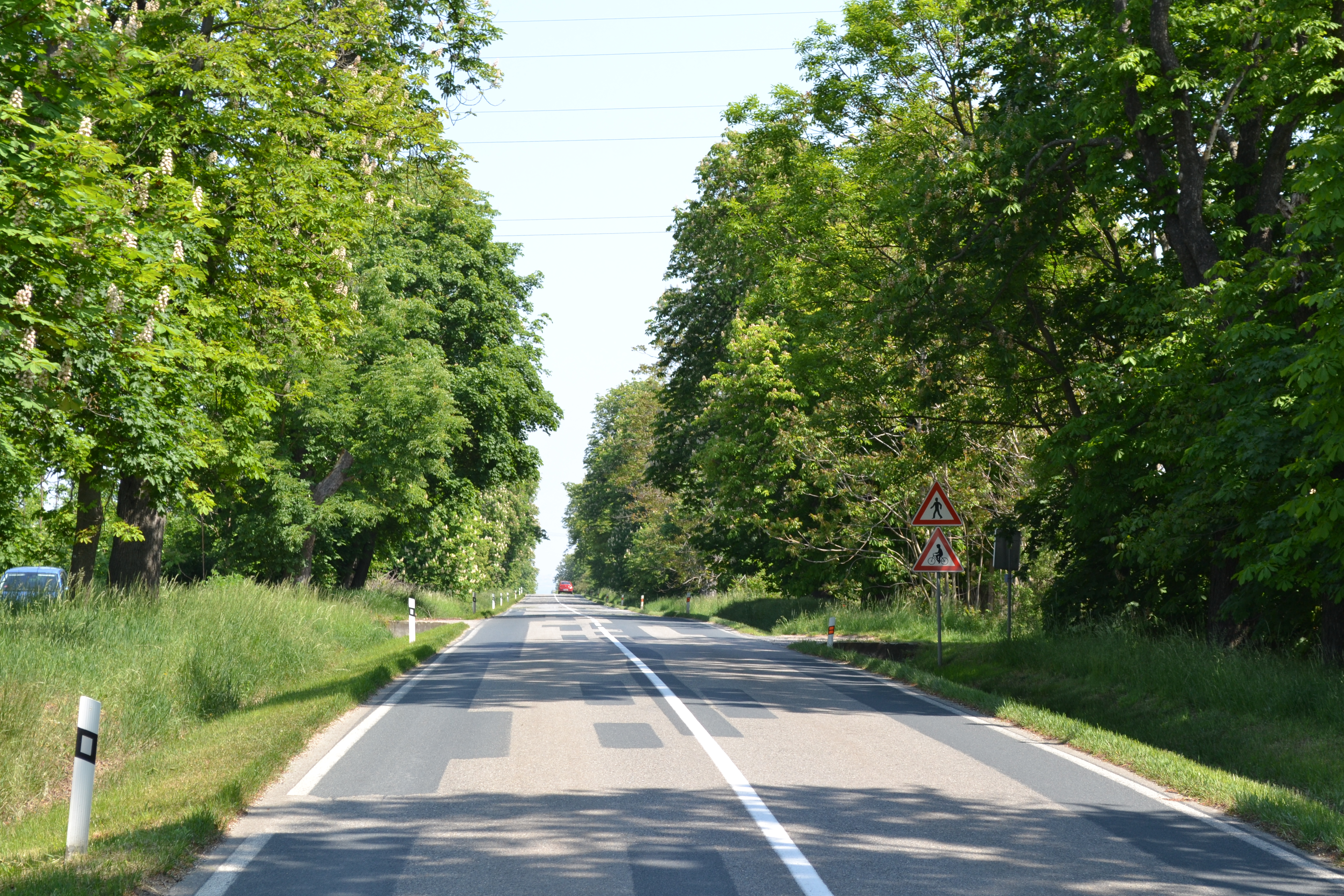
Bezručova alej

- Velkopavlovická vinařská podoblast
  - Velké Bílovice – největší vinařská obec v Česku
- Slovácká vinařská podoblast
- město Kyjov
- podhůří Chřibů
- zámek Buchlovice